# Meighan Desmond
Meighan Desmond (Kaitaia, 7 ottobre 1977) è un'attrice neozelandese.

## Biografia
Dopo aver lasciato la sua città natale all'età di 16 anni, si trasferì a Auckland per realizzare il suo sogno di diventare attrice. Lì studiò presso la South Seas Film e presso la Television School, dove ebbe come tutor David Coddington.
È conosciuta soprattutto per aver interpretato il personaggio di Discordia nelle popolari serie televisive americane Xena - Principessa guerriera e Young Hercules, che hanno segnato il suo debutto nel mondo del cinema.

## Filmografia
- The Parking Nazi (1998) - Cortometraggio
- When Love Comes Along (1998) - Film
- Sci-Fi Betty (1999) - Cortometraggio
- Catch A Bullet (2000) - Film
- This Present Tense (2000) - Cortometraggio
- Le cronache di Narnia - Il leone, la strega e l'armadio (2005) - Film - (Ha partecipato come creatrice di effetti speciali)
- Le cronache di Narnia - Il principe Caspian (2008) - Film - (Ha partecipato come coordinatrice per le location)

## Televisione
- Shortland Street (1994-1996) - serie TV
- Xena (1997-1998) - serie TV
- Young Hercules (1998-1999) - serie TV